# Vladimir Aleksandrovič Šatalov
Vladimir Aleksandrovič Šatalov (in russo Владимир Александрович Шаталов?; Petropavlovsk, 8 dicembre 1927 – Mosca, 15 giugno 2021) è stato un cosmonauta sovietico.

## Biografia
Nacque nella zona più a nord dell'allora RSS di Kazakistan. Dopo che ebbe terminato nel 1949 con successo l'istituto superiore dell'aeronautica militare sovietica di Kačinsk frequentò l'accademia militare dell'aeronautica sovietica a Monino, dove concluse i suoi studi nel 1956.
Il Centro di addestramento cosmonauti Jurij Gagarin selezionò l'ormai ufficiale dell'aeronautica sovietica Šatalov l'8 gennaio 1963 per il suo futuro ruolo da cosmonauta. L'addestramento vero e proprio invece iniziò a gennaio 1965, quando iniziò il suo addestramento di base OKP (Obščekosmičeskaja Podgotovka; in italiano: allenamento cosmico generale), conclusosi entro il breve periodo di tre settimane, più precisamente il 21 gennaio 1965. Originariamente nominato per la missione Voschod 3 (la quale non venne mai effettuata) volò per la prima volta nello spazio a bordo della Sojuz 4 nel ruolo di comandante. Insieme con la Sojuz 5 partecipò al primo aggancio di due navicelle spaziali sovietiche riuscito a gennaio del 1969. Apoteosi della missione però fu senz'altro il passaggio di due cosmonauti dalla Sojuz 5 verso la Sojuz 4 di Šatalov. Nel passaggio fu consentito il trasbordo da una all'altra di oggetti provenienti dalla Terra, tra i quali due lettere: una privata e scritta dalla moglie di Šatalov ed una ufficiale ed affrancata con un francobollo da 10 c. Šatalov fu quindi il primo uomo a ricevere corrispondenza nello spazio. Le due lettere sono conservate in Italia presso l'Archivio Storico Bolaffi di Torino e sono considerati tra i più preziosi oggetti dell'aerofilia.
Solo pochi mesi dopo tale successo poté volare nello spazio per la seconda volta. Nel ruolo di comandante della Sojuz 8, lanciata ad ottobre del 1969, partecipò al primo volo di gruppo di tre navicelle spaziali.
L'ultima missione nello spazio di Šatalov si svolse nel 1971. A bordo della Sojuz 10, della quale fu comandante, svolse la manovra d'aggancio con la prima stazione spaziale sovietica, la Saljut 1. Anche se l'aggancio meccanico riuscì a perfezione, non poté essere effettuato un collegamento ermetico tra i due velivoli spaziali e pertanto non si poté provvedere al trasferimento dei cosmonauti all'interno della stazione spaziale.
Šatalov era in precedenza stato due volte nominato quale membro dei equipaggi di riserva per due missioni del programma Sojuz (Sojuz 6 e Sojuz 7). Lasciò l'incarico di cosmonauta attivo il 25 giugno 1971, due mesi dopo il suo ultimo volo nello spazio.
Nel 1972 ottenne il titolo di studio sovietico di candidato delle scienze tecniche e, di conseguenza, promosso nel grado di generale maggiore dell'aeronautica militare sovietica. Già in precedenza, immediatamente dopo il suo congedo da cosmonauta attivo, Šatalov divenne responsabile dell'addestramento cosmonauti. Nel 1987 venne nominato direttore del centro d'addestramento cosmonauti. Nel 1991 ne seguì la sua dimissione d'ufficio da questo incarico con conseguente licenziamento dello stesso. Un anno più tardi, Šatalov si congedò pure dal servizio militare attivo. Dopo il pensionamento fu nominato Tenente Generale delle riserve dell'aeronautica militare russa.
È morto all'età di 93 anni, il 15 giugno 2021.
Šatalov era sposato e padre di due figli.